# Finale Afrikaans kampioenschap voetbal 2013
De finale van het Afrikaans kampioenschap voetbal 2013 werd gespeeld op 10 februari 2013 in het FNB Stadium in Johannesburg (Zuid-Afrika). Nigeria versloeg Burkina Faso met 1–0. Middenvelder John Obi Mikel van Nigeria werd na het duel verkozen tot man van de wedstrijd.

## Finale

### Wedstrijdverloop
Vijf minuten voor het rustsignaal kwam Nigeria op voorsprong; een afgeslagen schot werd opgevangen door Sunday Mba, die de bal over Mohamed Koffi tikte met zijn rechtervoet en deze met links in het doel schoot achter doelman Daouda Diakité. Eerder in de wedstrijd had Nigeria al kansen gekregen via Efe Ambrose die een vrije trap van Victor Moses naast het doel kopte en via Brown Ideye die de bal over de lat schoot. In de tweede helft kwam Burkina Faso nog bijna tot een doelpunt maar de Nigeriaanse doelman Vincent Enyeama trad reddend op bij een schot van Wilfried Sanou. Beide teams kwamen niet meer tot scoren, waardoor Nigeria met 1–0 won.

### Wedstrijddetails
|                            |         |         |              |                                                                                           |
| 10 februari 2013 20.00 uur | Nigeria | 1 – 0   | Burkina Faso | FNB Stadium, Johannesburg Toeschouwers: 85.000 Scheidsrechter: Djamel Haimoudi (Algerije) |
| 10 februari 2013 20.00 uur | Mba 40' | verslag |              | FNB Stadium, Johannesburg Toeschouwers: 85.000 Scheidsrechter: Djamel Haimoudi (Algerije) |

| Nigeria | Burkina Faso |

| Nigeria:       |    |                    |         |
|                |    |                    |         |
| DM             | 1  | Vincent Enyeama    |         |
| VR             | 5  | Efe Ambrose        |         |
| VC             | 22 | Kenneth Omeruo     | 57'     |
| VC             | 14 | Godfrey Oboabona   |         |
| VL             | 3  | Elderson Echiéjilé | 66'     |
| MC             | 17 | Ogenyi Onazi       | 38'     |
| MC             | 10 | John Obi Mikel     | 57'     |
| AR             | 11 | Victor Moses       |         |
| AC             | 19 | Sunday Mba         | 89'     |
| AL             | 8  | Brown Ideye        | 90+2'   |
| SP             | 15 | Ikechukwu Uche     | 54'     |
| Wisselspelers: |    |                    |         |
| VD             | 2  | Joseph Yobo        | 89'     |
| MV             | 4  | Nwankwo Obiora     |         |
| VD             | 6  | Azubuike Egwueke   |         |
| AV             | 7  | Ahmed Musa         | 53'     |
| AV             | 9  | Emmanuel Emenike   |         |
| MV             | 12 | Reuben Gabriel     |         |
| MV             | 13 | Fengor Ogude       |         |
| DM             | 16 | Austin Ejide       |         |
| MV             | 18 | Ejike Uzoenyi      |         |
| MV             | 20 | Nosa Igiebor       |         |
| VD             | 21 | Juwon Oshaniwa     | 67' 71' |
| DM             | 23 | Chigozie Agbim     |         |
| Bondscoach:    |    |                    |         |
| Stephen Keshi  |    |                    |         |

| Burkina Faso:  |    |                       |         |
|                |    |                       |         |
| DM             | 1  | Daouda Diakité        |         |
| VR             | 5  | Mohamed Koffi         |         |
| VC             | 4  | Bakary Koné           |         |
| VC             | 8  | Paul Koulibaly        | 84'     |
| VL             | 12 | Saïdou Panandétiguiri |         |
| MC             | 6  | Djakaridja Koné       | 90'     |
| MC             | 7  | Florent Rouamba       | 65' 33' |
| AR             | 22 | Prejuce Nakoulma      |         |
| AC             | 18 | Charles Kaboré        |         |
| AL             | 11 | Jonathan Pitroipa     |         |
| SP             | 15 | Aristide Bancé        |         |
| Wisselspelers: |    |                       |         |
| AV             | 2  | Wilfried Dah          |         |
| VD             | 3  | Henri Traoré          |         |
| AV             | 9  | Moumouni Dagano       | 84'     |
| MV             | 13 | Issouf Ouattara       |         |
| MV             | 14 | Wilfred Balima        |         |
| DM             | 16 | Abdoulaye Soulama     |         |
| MV             | 17 | Ali Rabo              |         |
| AV             | 19 | Pierre Koulibaly      |         |
| AV             | 20 | Wilfried Sanou        | 65'     |
| MV             | 21 | Abdou Razak Traoré    | 90'     |
| DM             | 23 | Germain Sanou         |         |
| Bondscoach:    |    |                       |         |
| Paul Put       |    |                       |         |

1957 · 1959 · 1962 · 1963 · 1965 · 1968 · 1970 · 1972 · 1974 · 1976 · 1978 · 1980 · 1982 · 1984 · 1986 · 1988 · 1990 · 1992 · 1994 · 1996 · 1998 · 2000 · 2002 · 2004 · 2006 · 2008 · 2010 · 2012 · 2013 · 2015 · 2017 · 2019
FBF · A-internationals · Olympisch elftal · Burkinees vrouwenelftal
1960 – 1969 · 
1970 – 1979 · 
1980 – 1989 · 
1990 – 1999 · 
2000 – 2009 · 
2010 – 2019 ·
2020 − 2029
Algerije ·
Angola ·
Bahrein ·
België ·
Benin ·
Botswana ·
Burundi ·
Centraal-Afrikaanse Republiek ·
Chili ·
Comoren ·
Congo-Brazzaville ·
Congo-Kinshasa ·
Djibouti ·
Egypte ·
Equatoriaal-Guinea ·
Ethiopië ·
Gabon ·
Gambia ·
Ghana ·
Guinee ·
Guinee-Bissau ·
Iran ·
Ivoorkust ·
Kaapverdië ·
Kameroen ·
Kazachstan ·
Kenia ·
Kosovo · 
Lesotho ·
Liberia ·
Libië ·
Madagaskar ·
Malawi ·
Mali ·
Marokko ·
Mauritanië ·
Mozambique ·
Namibië ·
Niger ·
Nigeria ·
Noord-Korea ·
Oeganda ·
Oezbekistan ·
Oman ·
Qatar ·
Senegal ·
Seychellen ·
Sierra Leone ·
Soedan ·
Swaziland ·
Tanzania ·
Togo ·
Tunesië ·
Zambia ·
Zimbabwe ·
Zuid-Afrika ·
Zuid-Korea ·
Zuid-Soedan
Nigeria (2013)
NFA · A-internationals · Selecties · Bondscoaches · Statistieken · Nigeriaans vrouwenelftal · Olympisch elftal · Nigeria U21 · Nigeria U20 · Nigeria U19 · Nigeria U18 · Nigeria U17
1950 – 1959 · 
1960 – 1969 · 
1970 – 1979 · 
1980 – 1989 · 
1990 – 1999 · 
2000 – 2009 · 
2010 – 2019 ·
2020 − 2029
CC 1995 · 
CC 2013
WK 1994 · 
WK 1998 · 
WK 2002 · 
WK 2010 · 
WK 2014 · 
WK 2018
OS 1968 · 
OS 1980 · 
OS 1988 · 
OS 1996 · 
OS 2000 · 
OS 2008 · 
OS 2016
1949 · 
1950 · 1951 · 1952 · 1953 · 1954 · 
1955 · 
1956 · 
1957 · 
1958 · 
1959 · 
1960 · 
1961 · 
1962 · 
1963 · 
1964 · 
1965 · 
1966 · 
1967 · 
1968 · 
1969 · 
1970 · 
1971 · 
1972 · 
1973 · 
1974 · 
1975 · 
1976 · 
1977 · 
1978 · 
1979 · 
1980 · 
1981 · 
1982 · 
1983 · 
1984 · 
1985 · 
1986 · 
1987 · 
1988 · 
1989 · 
1990 · 
1991 · 
1992 · 
1993 · 
1994 · 
1995 · 
1996 · 
1997 · 
1998 · 
1999 · 
2000 · 
2001 · 
2002 · 
2003 · 
2004 · 
2005 · 
2006 · 
2007 · 
2008 · 
2009 · 
2010 · 
2011 · 
2012 · 
2013 · 
2014 ·
2015 ·
2016 ·
2017 ·
2018 ·
2019 ·
2020 ·
2021 ·
2022
Algerije ·
Angola ·
Argentinië ·
Australië ·
Benin ·
Bosnië en Herzegovina ·
Botswana ·
Brazilië ·
Bulgarije ·
Burkina Faso ·
Burundi ·
Canada ·
Centraal-Afrikaanse Republiek ·
Colombia ·
Congo-Brazzaville ·
Congo-Kinshasa ·
Costa Rica ·
Denemarken ·
Duitsland ·
Ecuador ·
Egypte ·
Engeland ·
Equatoriaal-Guinea ·
Eritrea ·
Ethiopië ·
Frankrijk ·
Gabon ·
Gambia ·
Georgië ·
Ghana ·
Griekenland ·
Guinee ·
Guinee-Bissau ·
Ierland ·
IJsland ·
Indonesië ·
Iran ·
Italië ·
Ivoorkust ·
Jamaica ·
Japan ·
Joegoslavië ·
Jordanië ·
Kaapverdië · 
Kameroen ·
Kenia ·
Kroatië ·
Lesotho ·
Liberia ·
Libië ·
Luxemburg ·
Madagaskar ·
Malawi ·
Mali ·
Marokko ·
Mexico ·
Mozambique ·
Namibië ·
Nederland ·
Niger ·
Noord-Korea ·
Noord-Macedonië ·
Noorwegen ·
Oeganda ·
Oekraïne ·
Oezbekistan ·
Oostenrijk ·
Paraguay ·
Peru ·
Polen ·
Portugal ·
Roemenië ·
Rwanda ·
Saoedi-Arabië ·
Sao Tomé en Principe ·
Schotland ·
Senegal ·
Servië ·
Seychellen ·
Sierra Leone ·
Soedan ·
Spanje ·
Swaziland ·
Tahiti ·
Tanzania ·
Thailand ·
Togo ·
Tsjaad ·
Tsjechië ·
Tunesië ·
Uruguay ·
Venezuela ·
Verenigde Staten ·
Zambia ·
Zimbabwe ·
Zuid-Afrika ·
Zuid-Korea ·
Zweden ·
Zwitserland
Argentinië (2010) ·
Argentinië (2014) ·
Argentinië (2018) ·
Bosnië en Herzegovina (2014) ·
Burkina Faso (2013) ·
Frankrijk (2014) ·
Iran (2014) ·
IJsland (2018) ·
Kroatië (2018) ·
Zuid-Korea (2010)